# Discovery Home & Health
Discovery Home & Health – brytyjski kanał poświęcony zdrowiu i stylom życia o typowo kobiecej tematyce Kanał został założony przez Discovery Networks Europe idąc za podobnym formatem do amerykańskiego Discovery Heatlh Kanał powstał z wcześniejszego Discovery Home & Leisure.
Discovery Home & Health ma swoje wersje w krajach takich jak Australia, Irlandia, Brazylia, Nowa Zelandia oraz w krajach azjatyckich.

## Najpopularniejsze programy
- A Baby Story
- Big Medicine
- Fixing Dinner
- Jon & Kate Plus 8
- Little People, Big World
- A Makeover Story
- Perfect Housewife
- Shalom In The Home
- Strictly Dr. Drew
- Til Debt Do Us Part
- Yummy Mummy